# Bayer Healthcare Pharmaceuticals
Bayer Healthcare Pharmaceuticals, tidigare Schering AG, är en tysk läkemedelskoncern, grundad 1871.
2006 köpte Bayer AG Schering som därefter bytte namn till Bayer Schering Pharma AG och senare Bayer Healthcare Pharmaceuticals. Företaget är en division inom Bayer Healthcare.

## Historia

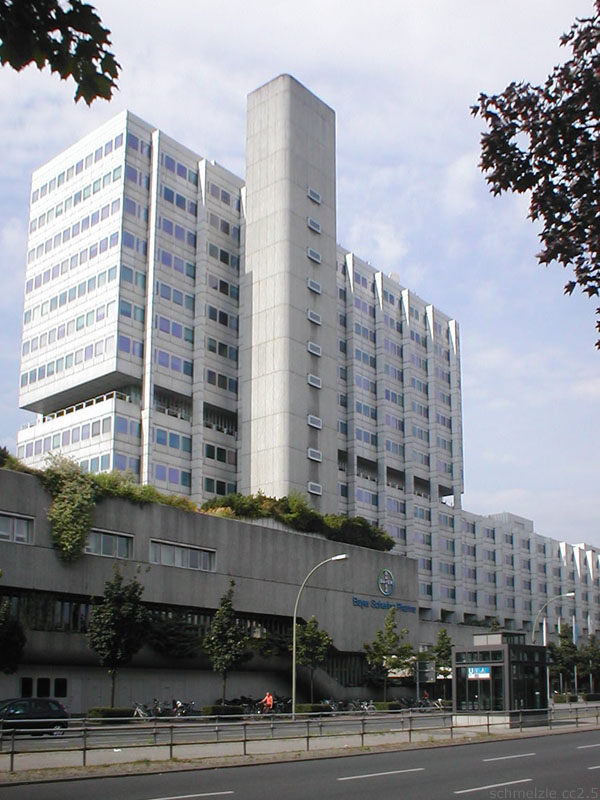
Schering är en stor arbetsgivare i Wedding.

Schering AG grundades 1871 av Ernst Schering i Berlin där huvudkontoret finns kvar än idag. Då hade verksamhet funnits sedan 1851 som Grüne Apotheke. Företagets hemvist är stadsdelen Wedding, och man är idag ett av få storföretag som har kvar omfattande verksamhet i Berlin. Till skillnad från bland annat Siemens AG stannade Schering kvar i Berlin efter andra världskriget och den efterföljande delningen av staden. 
Schering var den största industrin i Wedding under 1970-talet och hade då 5000 anställda. Det väldiga industriområdet har liknats vid en stad i staden. De gamla byggnader i tegel ersattes under 1970-talet av ett modernt höghuskomplex.
Under 2006 var det nära att Merck tog över Schering, men en utdragen process slutade istället med att Bayer AG gick in i bolaget. Schering blev därmed en division inom Bayer Healthcare.